# A dilis trió
A dilis trió (eredeti cím: The Three Stooges) 2012-ben bemutatott amerikai filmvígjáték, melynek rendezői, forgatókönyvírói és producerei a Farrelly testvérek. A film alapjául az 1920-as években alapított, The Three Stoges nevű komikus trió szolgált. A főbb szerepekben Chris Diamantopoulos, Sean Hayes és Will Sasso látható.
Az Amerikai Egyesült Államokban 2012. április 13-án mutatták be a 20th Century Fox forgalmazásában. A film vegyes kritikákat kapott.

## Cselekmény
Az együgyű Moe Howard, Larry Fine és Curly Howard legjobb barátok, egy árvaházban nőttek fel. Amikor az intézményt pénzhiány miatt be akarják zárni, a három férfi útnak indul, hogy megszerezzék a szükséges összeget és megmentsék otthonukat, illetve annak többi lakóját.

## Szereplők
| Szerep                     | Színész                            | Magyar hang      |
| -------------------------- | ---------------------------------- | ---------------- |
| Moe Howard                 | Chris Diamantopoulos               | Makranczi Zalán  |
| Moe Howard                 | Skyler Gisondo (gyerekként)        |                  |
| Larry Fine                 | Sean Hayes                         | Hamvas Dániel    |
| Larry Fine                 | Lance Chantiles-Wertz (gyerekként) |                  |
| Curly Howard               | Will Sasso                         | Stern Dániel     |
| Curly Howard               | Robert Capron (gyerekként)         |                  |
| apácafőnöknő               | Jane Lynch                         |                  |
| Lydia Harter               | Sofía Vergara                      | Bognár Gyöngyvér |
| Rosemary nővér             | Jennifer Hudson                    |                  |
| Mac Mioski                 | Craig Bierko                       | Kapácsy Miklós   |
| Mr. Harter                 | Stephen Collins                    | Rosta Sándor     |
| Mary-Mengele nővér         | Larry David                        | Forgács Gábor    |
| Theodore J. "Teddy" Harter | Kirby Heyborne                     |                  |
| Ling                       | Emy Coligado                       |                  |
| Murph Harter               | Avalon Robbins                     |                  |
| Peezer Harter              | Max Charles                        |                  |
| Weezer Harter              | Reid Meadows                       |                  |
| Monsignor Ratliffe         | Brian Doyle-Murray                 | Cs. Németh Lajos |
| ápolónő                    | Lin Shaye                          |                  |
| Bernice nővér              | Kate Upton                         |                  |
| Ricarda nővér              | Marianne Leone                     |                  |
| Ralph, producer            | Isaiah Mustafa                     |                  |

Egyéb szereplők
- Nicole "Snooki" Polizzi – önmaga
- Mike "The Situation" Sorrentino – önmaga
- Jennifer "JWoww" Farley – önmaga
- Ronnie Ortiz-Magro – önmaga
- Samantha "Sweetheart" Giancola – önmaga
- Dwight Howard – önmaga
- Justin Lopez és Antonio Sabàto Jr. – Peter és Bobby Farrelly, a film rendezői
- Jerod Mayo – bandatag
- Troy Brown – bandatag

## Fogadtatás

### Bevételi adatok
A 30 millió dollárból készült film a második helyen nyitott az amerikai jegypénztáraknál (Az éhezők viadala mögött), 17 millió dolláros bevétellel. Észak-Amerikában 44 338 224, míg a többi területen 10 481 077 dollárt termelt. Összbevétele így 54 819 301 dollár lett világszerte.

### Kritikai visszhang
A Rotten Tomatoes 149 kritikus véleményét összegezve 51%-ra értékelte a filmet. A szöveges összefoglaló szerint: „Bár közel sem olyan fájdalmas, mint lehetett volna, A dilis trió nem képes friss nevetésekkel gazdagítani a Stooges felbecsülhetetlen filmes örökségét.” Roger Ebert a maximális négyből két és fél csillagra értékelte és úgy vélte, „a Farrelly fivérek valószínűleg a legjobb Three Stooges-filmet készítették el, amit 2012-ben csak lehetett, és talán a legjobbat azóta, hogy a Stooges maga abbahagyta a filmkészítést.”

## Fordítás
- Ez a szócikk részben vagy egészben  a   The Three Stooges (2012 film) című angol Wikipédia-szócikk ezen változatának fordításán alapul.  Az eredeti cikk szerkesztőit annak laptörténete sorolja fel. Ez a jelzés csupán a megfogalmazás eredetét és a szerzői jogokat jelzi, nem szolgál a cikkben szereplő információk forrásmegjelöléseként.